# 山口慎平
山口 慎平（1987年4月12日 - ）は日本のクリエイター、プロデューサー、実業家、投資家。
NMS株式会社、Hobby株式会社 代表取締役社長。東京都出身。
ファッションブランドEx_Machinaの立ち上げを行っている。
その他、医療機器スタートアップ、訪日観光客専門の旅行ベンチャーの大株主でもある。

## 経歴

### 幼少時代
東京都渋谷区で生まれる。
親戚の影響で『らんま1/2』『ドラゴンボール』『幽遊白書』等の漫画、『未来少年コナン』『不思議の海のナディア』等のアニメ、『ドラゴンクエスト6』『ファイナルファンタジー6』『クロノ・トリガー』等のゲームを幼少期に慣れ親しむ。
ひとりっ子で、部屋でひとり遊びをすることの多い山口は、みんなと遊ぶタイプのゲームではなく、ひとりで遊べるRPGなどのゲームを好んだ。
数字に関する感覚に恵まれており、幼少期に数百年後のある日の曜日を当てることができた。そのことを聞きつけた香港に住む知り合いから「神童だ」とわざわざカレンダーを送られてきたことがあった。
また無類の女性好きで、よちよち歩きの頃『ピノキオ』のビデオを持ちながら髪の長い女性の後をついて歩いて行ってしまい、両親を驚かせていたというエピソードがある。

### 学生時代
青山学院中等部に進学、そこから高校、大学とエスカレーター方式で進学。
数学は得意科目だったが、どちらかというと算数的な勘が先に来るため、教室で誰も解けない問題をものの数分で正解させることができるが、そのための式や証明は2時間かかっても書くことができなかった。
大学では、投資を学ぶサークル「青株」に入り、投資を学ぶ。大学1年時に証券外務員二種の資格を取得。その他に簿記三級も持っている。
大学時代には、サークルの活動で学園祭にゲーム喫茶を開いたり、サークルの卒業文集で小説を書いたりしていた。その頃からエンタメ分野での活動に憧れを持つが現実的でないとして、まずは起業や投資で、資産を築くことに専念することを決意。
大学在学中、コンサルティング会社でインターンシップ、大手人材企業で派遣向けの営業バイトをしており、その縁で新卒で人材ベンチャーの企業に入社した。

### 会社員時代
「25歳までにはどうせ独立するからどの会社でも良い」と社会を舐めていたので、ろくに就職活動をせずに入社したものの、月2万円＋歩合給で週6働くという状況だったため、同期は1年もしないうちに次々と借金をつくり辞めていった。
23歳で年収1000万を目標としていた山口は「俺の人生、こんなものであって良いわけがない」と大学時代学んでいた株を始める。
多少儲けると、次はFXに手を出す事になる。
2011年、新年最初の数日で500万円、月で1200万円、3ヶ月で2000万円以上を稼ぐことに成功。直後311が起きたのもあり、1年予定を早めて会社を辞めることを決意。秋には退社した。ただし、4月の誕生日をピークに半月で2000万円ほどFXで損失を出しており、実際のところFXではトントンだった。

### 2011年以降
2011年秋に会社を辞めてからぷらぷらとジムに通ったり、友人のやっていた料理教室に顔を出していたりした。時々日本株や米国株に投資しては儲けたりしていたが、生活費を稼ぎ出すには足りない程度の儲けだったため、ジリ貧に。
2014年、27歳直前になり「そろそろ社会と繋がりを取り戻さねば」と思った山口はとりあえずNMS株式会社という会社を立ち上げ、社長となる。
名刺を配っているうちに、数人の起業家志望と友人となった。その友人のひとりと共同で立ち上げた会社がHobby株式会社の前身の株式会社PAGE（半年後に方向性の違いで株式を全て買い取り、その後は完全に山口の会社に）。
何もしていないし、何もしたくないのに会社を2つ持ってしまった山口は、どうしたものかと途方に暮れる事になる。
また当時、20代でエンジェル投資家（初期段階のベンチャー企業に投資をする個人投資家）を名乗っている人間はいなかったので、女性に対するカッコつけでエンジェル投資家と名乗っていった結果、いまだに投資家と紹介されることに関しては山口の自業自得とはいえ、辟易としているらしい。
2015年の年末、かねてから「ゲームには可能性がある。例えばゲームを利用して医療の問題を解決することができるはず」と考えていた山口。
友人で当時VRの映像制作とイベント運営の会社を経営していた友人と話していた流れで、医師で起業家の友人の存在を思い出し接触、結果医療機器スタートアップの立ち上げに繋がり、株式を保有する大株主で創業者という立場になる。
また、アイドルや声優を360度映像で撮影するプロジェクトに参加している。
山口が演出・脚本を担当。
のちにNetflix『全裸監督』を見た友人は山口に「なんか知っている人が映ってるなと思ってました」と村西とおると山口を重ねるようなことを話していた。
VRのHMDをつけた女性を写真撮影して、画像をTシャツに貼り付けたら、オシャレなファッションブランドになるんじゃないかと自力でVR Girl Tシャツを作成。
それを見た友人でミュージシャンのSho Kotaniが声をかけたことで、ファッションブランドEx_Machinaが立ち上がる。
いくつかのTシャツをデザインしてSuzuriで販売したのちに、しばらくの間活動を停止。
Facebookのグループ機能を使って、ダイエットグループ「Social Diet」を立ち上げる。毎月目標を決め、失敗した場合自分の選んだ団体に寄付をするという取り組みを行う。山口は1年間に11回失敗をして、その度に京都大学iPS細胞研究所に寄付を行った。また、そのグループでの運営に飽きた山口はそのグループにダイエット小説『君のキスは死の味がする』を思いつきで書き始める。後にnoteに投稿し、Kindleでも発売。縦スクロール小説にこだわった文体の物語は山口曰く「時代の先をいく小説が書けた」と自画自賛。売り上げは数千円程度とのこと。
一時期、テレビ番組に素人として出演したことが何度かあり、『NEWSな2人』、『指原莉乃&ブラマヨの恋するサイテー男総選挙』の初回2時間のスペシャル回等に出演していたことがある。
お金を稼いでいない割にパトロンになりたがる山口は、友人の出村賢聖が所属している研究室で開発しているロボットが、中国で開催されるロボカップ世界大会2015にエントリーする際、チームメンバー1名の渡航費を支援した。
開発したMiniは世界9位を獲得。山口の名前がMiniにロゴとして貼られており、中国のロボット業界で名前が売れたと山口は語っている。

### 2021年以降
コロナ禍の最中の2020年にPlayStation 4、Nintendo Switchでゲーム三昧の生活を送ったことで眠っていたゲームやエンタメへの情熱が復活した山口。
今まで細々と趣味程度に小説を書いていたりしたが、本格的にエンタメへ関わりたいと思い始め、Ex_Machinaを共に立ち上げたSho Kotaniと相談。音楽バンドHomo_Ludensを結成することに。現在、楽曲製作中。同時にEx_Machinaの再開も決定。
2021年公開映画『成れの果て』のクラウドファンディングに支援、アソシエイトプロデューサーに就任。
Hollywood International Golden Age Festival長編映画部門で最高賞を受賞。また、STOCKHOLM City Film Festival 21年6月の長編映画部門でも最高賞を受賞。

## 人物
最も影響を受けたクリエイターは庵野秀明、宮崎駿。ただし、スタジオジブリの最高傑作は高畑勲の遺作『かぐや姫の物語』だと考えている。年末年始は漫画版『風の谷のナウシカ』を読むことが多い。
好きな作家は伊藤計劃。特に『ハーモニー』は20代で最も衝撃を受けた作品で、読んだその日から僕の頭から御冷ミァハが離れない、と言っている。声優は詳しくはないが、ひとり推しを選ぶならば『ハーモニー』で御冷ミァハを演じた上田麗奈だとしている。
漫画家、高橋留美子作品の愛読者で特に『うる星やつら』と『めぞん一刻』を何度も読んでいる。そのために青春時代の恋愛に大きな影響を受けただけでなく、大学四年生の後期、単位が20も残った状態で挑んだ後期試験中にこのふたつのシリーズを読破、危うく卒業を逃すところであった。
音楽はJ-popを好んで聴いている。学生時代はスピッツをよく聴いていて、同級生ともスピッツのアルバムを貸し借りしていた。
初恋の芸能人はZARD 坂井泉水。そのため、SARD UNDERGROUNDの活動を親戚のおじさんのような気持ちで応援していると言っている。好きな曲は『遠い日のnostalgia』。
ゲームで主人公に名前をつける際は「しん」「シン」とすることが多い。ただし『ペルソナ5』のみは「山口神兵」とした。本名の慎平と読みは同じで、神の兵士とするのが皮肉が効いてて良いと思ったからだという。
本人曰くこしあん原理主義者で上野にあるみはしの「クリーム白玉ぜんざい」を愛しており、将来あんみつ屋を買収して自分のものにしたいと考えている。
青山学院中等部入学初日、小学校から受験で入ってきた友人のクラスにお昼遊びに行き、そのまま帰ったが、自分のクラスでは午後にホームルームがあったため、意図せずにエスケープをしてしまった。そのため、最初はかなりの問題児と思われていたようだし、クラスで浮く原因にもなった。
「男は禿げることで、女は整形や美容でツルツルになっていく。もしかしたら宇宙人のグレイは僕らの最終形態かもしれない。となると、今は信じられないが巨乳はポリコレかなんかが原因で、少なくなっていくことになるかもしれない。豊胸手術の逆が行われるかもしれない。1000年後の同志たちのためにAVを可能な限りDVDなどの現物で保有しておくべきなんじゃないかな」と語っている。
政治思想は特にない。左翼だろうと右翼だろうとその人が面白ければいいというスタンス。ただし本人は「初音ミクに総理大臣やらせたら良いのに、架空のキャラクターを政治のトップに立たせたら日本は始まるよ」と事あるごとに語っている。
遊びを生み出すことに長けており、既婚者と未婚者をミックスさせた合コンを開催した。終了直前にフィーリングカップル風に誰が既婚者か予想させ、その根拠を話してもらうが、答え合わせはしないという山口曰く「これ以上ないほど健全な合コン」を企画。その話を聞いたスタンフォード大学の教授が「信じられないほどイノベーティブだ」と絶賛した。
ぐうたら人間で、なるべく自分が動かずにお金を稼ぐことを考えて生きてきている。「自分は新しいものを生み出す役割なら一級品だが、その他は無能。だから日々の業務は雑にならないようにおこなう」と、自ら経営する会社以外では、社員などの立場には就かない方針でいる。
口先三寸で生きている人間であると本人も認めている。エンジェル投資家を名乗っていた2014年頃、起業の成功実績もない山口を怪しんだとある起業家に「100万円程度の額を投資しているって、それで何ができるんですか？」と聞かれた山口は「僕は100万円と契約書さえあれば、数年で億万長者になれますよ。逆にそんなことも出来ないのなら、この業界はやめた方が良い」と返した。
なお、それから7年経った2021年現在、山口が関わっている会社で上場もしくはM&Aで株を売却した事例はなく、まだ関わっているビジネスから1円も入っていない。
AKB48が全盛期の頃、選抜総選挙のシングルがどれくらい売れているか知った山口は秋元康の事務所の住所を調べ、オリジナルの歌詞を10曲分郵送した。
山口曰く「返事は特に来ていないけど、僕の歌詞のエッセンスが色々な曲に入っている気がする」とのこと。